# Нешкув
Не́шкув (пол. Nieszków) — село в Польше в сельской гмине Слабошув Мехувского повета Малопольского воеводства.
Село располагается в 2 км от административного центра гмины села Слабошув, в 18 км от административного центра повета города Мехув и в 43 км от административного центра воеводства города Краков.
В 1975—1998 годах село входило в состав Келецкого воеводства.